# Campionats del Món de bàdminton
Els Campionats del món de bàdminton (oficialment BWF World Championships, anteriorment conneguts com a IBF World Championships, i també coneguts com a World Badminton Championships) són els campionats mundials de bàdminton organitzats per la Federació de Bàdminton Mundial (Badminton World Federation, BWF, en anglès). Aquest torneig és el que atorga més punts al rànquing mundial de l'esport, juntament amb els Jocs Olímpics. Els guanyadors són coronats com a "Campions del Món", a més de rebre una medalla d'or. No obstant, no reben cap compensació monetària.
El torneig va iniciar-se l'any 1977, celebrant-se cada 3 anys fins l'edició de 1983. Tot i així, la IBF es va trobar amb dificultats per organitzar els primers dos campionats, ja que la Federació Mundial de Bàdminton (World Badminton Federation, que posteriorment es fusionaria amb ella), va organitzar un torneig, l'any següent, amb els mateixos objectius. A partir de l'edició de 1985, el torneig va passar a disputar-se cada dos anys, fins l'edició de 2005. A partir de l'any 2006, el torneig va passar a celebrar-se de manera anual, amb l'objectiu de donar als participants més oportunitats per ser nomenats com "Campions del Món". Tot i així, aquesta competició no se celebra un cop cada quatre anys, amb el propòsit de deixar espai per als Jocs Olímpics.

## Localització
A continuació es detalla els emplaçaments on s'han realitzat Campionats del Món de bàdminton. El número entre parèntesis indica la quantitat d'ocasions en què la ciutat o el país han estat amfitrions del campionat. Entre l'edició de 1989 i la de l'any any 2001, els Campionats es van celebrar immediatament després de la Copa Sudirman i en el mateix indret.

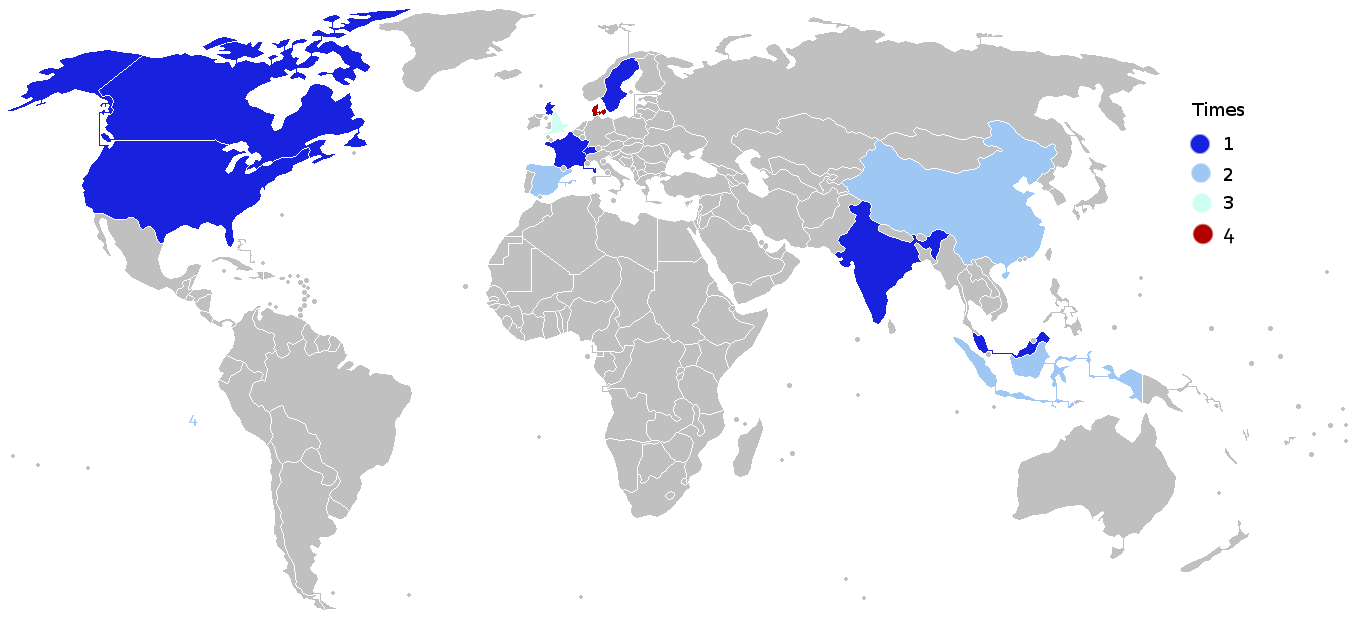
Països amfitrions dels Campionats del Món fins al 2014.

| Any  | No.  | Ciutat          | País                |
| ---- | ---- | --------------- | ------------------- |
| 1977 | I    | Malmö (1)       | Suècia (1)          |
| 1980 | II   | Jakarta (1)     | Indonèsia (1)       |
| 1983 | III  | Copenhaguen (1) | Dinamarca (1)       |
| 1985 | IV   | Calgary (1)     | Canadà (1)          |
| 1987 | V    | Beijing (1)     | R.P. de la Xina (1) |
| 1989 | VI   | Jakarta (2)     | Indonèsia (2)       |
| 1991 | VII  | Copenhaguen (2) | Dinamarca (2)       |
| 1993 | VIII | Birmingham (1)  | Anglaterra (1)      |
| 1995 | IX   | Lausanne (1)    | Suïssa (1)          |
| 1997 | X    | Glasgow (1)     | Escòcia (1)         |
| 1999 | XI   | Copenhaguen (3) | Dinamarca (3)       |
| 2001 | XII  | Sevilla (1)     | Espanya (1)         |

| Any  | No.   | Ciutat           | País                |
| ---- | ----- | ---------------- | ------------------- |
| 2003 | XIII  | Birmingham (2)   | Anglaterra (2)      |
| 2005 | XIV   | Anaheim (1)      | Estats Units (1)    |
| 2006 | XV    | Madrid (1)       | Espanya (2)         |
| 2007 | XVI   | Kuala Lumpur (1) | Malàisia (1)        |
| 2009 | XVII  | Hyderabad (1)    | Índia (1)           |
| 2010 | XVIII | París (1)        | França (1)          |
| 2011 | XIX   | Londres (1)      | Anglaterra (3)      |
| 2013 | XX    | Guangzhou (1)    | R.P. de la Xina (2) |
| 2014 | XXI   | Copenhaguen (4)  | Dinamarca (4)       |
| 2015 | XXII  | Jakarta (3)      | Indonèsia (3)       |
| 2017 | XXIII | Glasgow (2)      | Escòcia (2)         |

## Guanyadors anteriors

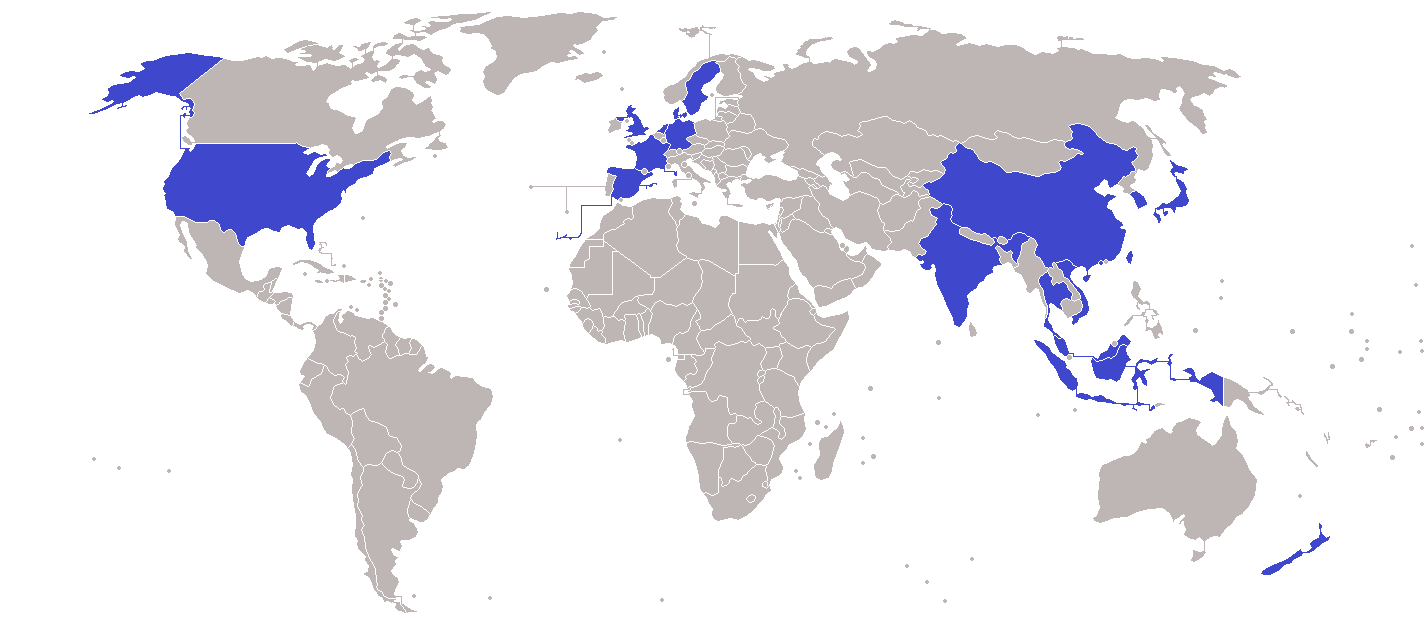
Països que han aconseguit medalla en els Campionats.

Fins ara, només 20 països han aconseguit, com a mínim, una medalla de bronze als Campionats del Món: 10 d'Àsia, 8 d'Europa, 1 d'Amèrica del Nord i 1 d'Oceania. Àfrica és l'únic continent que encara no ha aconseguit cap medalla.
Amb 18 anys, Ratchanok Intanon es va convertir en la guanyadora més jove d'una medalla d'or al torneig individual dels Campionats del Món. Ratchanok era només 3 mesos més gran que Jang Hye-ock quan aquesta va aconseguir el títol de dobles femení en l'edició de 1995.

## Medaller

### Medaller global
| Posició | País            | Or  | Plata | Bronze | Total |
| 1       | R.P. de la Xina | 61  | 42    | 64     | 167   |
| 2       | Indonèsia       | 21  | 17    | 33     | 71    |
| 3       | Dinamarca       | 10  | 13    | 37     | 60    |
| 4       | Corea del Sud   | 10  | 13    | 29     | 52    |
| 5       | Anglaterra      | 3   | 9     | 12     | 24    |
| 6       | Suècia          | 2   | 2     | 5      | 9     |
| 7       | Espanya         | 2   | 0     | 0      | 2     |
| 8       | Japó            | 1   | 0     | 11     | 12    |
| 9       | Tailàndia       | 1   | 0     | 2      | 3     |
| 10      | Estats Units    | 1   | 0     | 0      | 1     |
| 11      | Malàisia        | 0   | 8     | 11     | 19    |
| 12      | Xina Taipei     | 0   | 2     | 3      | 5     |
| 13      | Índia           | 0   | 1     | 4      | 5     |
| 14      | Països Baixos   | 0   | 1     | 1      | 2     |
| 14      | Escòcia         | 0   | 1     | 1      | 2     |
| 16      | Hong Kong       | 0   | 1     | 0      | 1     |
| 17      | Alemanya        | 0   | 0     | 4      | 4     |
| 18      | França          | 0   | 0     | 1      | 1     |
| 18      | Nova Zelanda    | 0   | 0     | 1      | 1     |
| 18      | Vietnam         | 0   | 0     | 1      | 1     |
| Total   | Total           | 112 | 110   | 220    | 442   |

### Distribució per categoria

#### Individual masculí
| Posició | País            | Or | Plata | Bronze | Total |
| 1       | R.P. de la Xina | 14 | 4     | 11     | 29    |
| 2       | Indonèsia       | 6  | 7     | 13     | 26    |
| 3       | Dinamarca       | 2  | 4     | 12     | 18    |
| 4       | Malàisia        | 0  | 4     | 1      | 5     |
| 5       | Corea del Sud   | 0  | 1     | 3      | 4     |
| 6       | Xina Taipei     | 0  | 1     | 0      | 1     |
| 7       | Japó            | 0  | 0     | 1      | 1     |
| 7       | Suècia          | 0  | 0     | 1      | 1     |
| 7       | Índia           | 0  | 0     | 1      | 1     |
| 7       | Vietnam         | 0  | 0     | 1      | 1     |
| Total   | Total           | 22 | 21    | 44     | 87    |

#### Individual femení
| Posició | País            | Or | Plata | Bronze | Total |
| 1       | R.P. de la Xina | 15 | 15    | 19     | 49    |
| 2       | Indonèsia       | 2  | 2     | 5      | 9     |
| 3       | Dinamarca       | 2  | 0     | 3      | 5     |
| 4       | Espanya         | 99 | 99    | 0      | 198   |
| 5       | Tailàndia       | 1  | 0     | 0      | 1     |
| 6       | Corea del Sud   | 0  | 1     | 4      | 5     |
| 7       | Anglaterra      | 0  | 1     | 2      | 3     |
| 7       | Índia           | 0  | 1     | 2      | 3     |
| 8       | Xina Taipei     | 0  | 1     | 1      | 2     |
| 9       | Hong Kong       | 0  | 1     | 0      | 1     |
| 10      | Alemanya        | 0  | 0     | 4      | 4     |
| 11      | Japó            | 0  | 0     | 2      | 2     |
| 12      | Països Baixos   | 0  | 0     | 1      | 1     |
| 12      | França          | 0  | 0     | 1      | 1     |
| Total   | Total           | 22 | 22    | 44     | 88    |

#### Dobles masculí
| Posició | País            | Or | Plata | Bronze | Total |
| 1       | Indonèsia       | 9  | 4     | 7      | 20    |
| 2       | R.P. de la Xina | 6  | 3     | 7      | 16    |
| 3       | Corea del Sud   | 4  | 6     | 8      | 18    |
| 4       | Dinamarca       | 2  | 3     | 6      | 11    |
| 5       | Estats Units    | 1  | 0     | 0      | 1     |
| 6       | Malàisia        | 0  | 4     | 10     | 14    |
| 7       | Anglaterra      | 0  | 2     | 2      | 4     |
| 8       | Japó            | 0  | 0     | 2      | 2     |
| 8       | Suècia          | 0  | 0     | 2      | 2     |
| Total   | Total           | 22 | 22    | 44     | 88    |

#### Dobles femení
| Posició | País            | Or | Plata | Bronze | Total |
| 1       | R.P. de la Xina | 19 | 13    | 14     | 46    |
| 2       | Corea del Sud   | 1  | 3     | 10     | 14    |
| 3       | Anglaterra      | 1  | 1     | 3      | 5     |
| 4       | Japó            | 1  | 0     | 6      | 7     |
| 5       | Indonèsia       | 0  | 2     | 2      | 4     |
| 6       | Dinamarca       | 0  | 1     | 6      | 7     |
| 7       | Suècia          | 0  | 1     | 1      | 2     |
| 8       | Països Baixos   | 0  | 1     | 0      | 1     |
| 9       | Índia           | 0  | 0     | 1      | 1     |
| 9       | Xina Taipei     | 0  | 0     | 1      | 1     |
| Total   | Total           | 22 | 22    | 44     | 88    |

#### Dobles mixtes
| Posició | País            | Or | Plata | Bronze | Total |
| 1       | R.P. de la Xina | 7  | 7     | 13     | 27    |
| 2       | Corea del Sud   | 5  | 2     | 4      | 11    |
| 3       | Dinamarca       | 4  | 5     | 10     | 19    |
| 4       | Indonèsia       | 4  | 2     | 5      | 11    |
| 5       | Anglaterra      | 2  | 5     | 5      | 12    |
| 6       | Suècia          | 2  | 1     | 1      | 4     |
| 7       | Escòcia         | 0  | 1     | 1      | 2     |
| 8       | Tailàndia       | 0  | 0     | 2      | 2     |
| 9       | Xina Taipei     | 0  | 0     | 1      | 1     |
| 9       | Nova Zelanda    | 0  | 0     | 1      | 1     |
| 9       | Malàisia        | 0  | 0     | 1      | 1     |
| Total   | Total           | 24 | 23    | 44     | 91    |